# Clara Fröberg
Clara Fröberg, född 2 maj 1980 i Kista, är en svensk manusförfattare.
Clara Fröberg växte upp i Sollentuna och gick sedan på S:t Eriks gymnasiums estetiska teaterlinje. År 2004 skrev hon manus till långfilmen Babylonsjukan. Filmen regisserades av Daniel Espinosa och var hans långfilmsdebut i Sverige. År 2009 gjorde Fröberg själv regidebut med novellfilmen Jag kom tvåa. Filmen har Sanna Bråding i huvudrollen och hade premiär under våren 2011.
Hon är numera verksam som kommunikationsrådgivare, digital strateg och personlig tränare.

## Filmmanus
- 2004 – Babylonsjukan
- 2010 – Jag kom tvåa